# Francisco José Rufino de Sousa Lobato
Francisco José Rufino de Sousa Lobato (Azambuja, Vila Nova da Rainha, 30 de julho de 1773 — Lisboa, 6 de maio de 1830), primeiro barão e primeiro visconde de Vila Nova da Rainha, foi um aristocrata e político português.

## Biografia
Filho de José Joaquim de Sousa Lobato e de sua mulher Maria Joana von Henring, filha de Bernardo José da Silveira e de sua mulher Joanna Maria Christina Herrin von Henring (aristocrata alemã); neto paterno de Luís António de Araújo e de sua mulher Maria Luísa Antónia Raimunda (Lisboa, Santa Justa), filha de Gregório Raimundo Vieira e de sua mulher Luísa Maria da Cunha (Lisboa, São José); e bisneto de Matias de Sousa Lobato e de sua mulher Isabel Maria de Almeida, ambos de Lisboa.
Era irmão do 1.º barão de Magé e 1.º visconde de Magé e do 2.º barão e 2.º visconde deste título.
Casou a 5 de fevereiro de 1800 com Mariana Leocádia Bárbara de Barros e Sousa Mesquita Macedo Leitão e Carvalhosa (9 de dezembro de 1759 - 7 de fevereiro de 1835), irmã de João Diogo de Barros e Sousa Mesquita Macedo Leitão e Carvalhosa, 1.º Visconde de Santarém. Teve um filho com ela, Evaristo José de Sousa Lobato, e outro com sua criada de quarto Maria da Conceição Alves, aldeã pobre de 19 anos, Francisco Gomes da Silva, o Chalaça.
Mudou-se para o Brasil em 1808, a pedido de Dom João VI. Prestava serviços à coroa de camareiro oficial.  É sabido que uma das funções de Francisco Rufino incluíam satisfazer o rei com certa regularidade por onanismo. Um frade, identificado apenas como padre Miguel, teria assistido, sem querer, a cenas de intimidade entre o rei e seu vassalo na fazenda Santa Cruz, onde ficava o palácio de verão da corte no Rio. Depois desse episódio, o padre foi transferido para Angola, mas, antes de partir, deixou registrado, por escrito, seu testemunho sobre o que teria visto.
Recebeu o baronato por Decreto de 5 de junho de 1809 de D. Maria I de Portugal, e o viscondado por Decreto da mesma Rainha de 21 de maio de 1810, ambos quando já se encontrava no Brasil junto com o Príncipe Regente e a Família Real, refugiada da Europa, invadida por Napoleão.
Por ter falecido o seu único filho legítimo solteiro e sem geração em sua vida, foi renovado o título de visconde de Vila Nova da Rainha no seu sobrinho por afinidade, António de Barros de Saldanha da Gama e Sousa Mesquita Macedo Leitão e Carvalhosa.